# 960년대
960년대는 960년부터 969년까지를 가리킨다.